# Gérard Grisey
Gérard Grisey (/ˈɡrɪzɨ/; francia: [ɡʁizɛ]; Belfort, 1946. június 17. – Párizs, 1998. november 11.) francia kortárs zeneszerző.

## Pályafutása
1963 és 1965 között Németországban, a Trossingen Konzervatóriumban tanult, majd felvételt nyert a Párizsi Conservatoire-ba, ahol Olivier Messiaen-nál tanult 1965–67-ig, majd újra 1968–72-ig, miközben Henri Dutilleux-vel dolgozott az École Normale-ban, 1968-ban. A Conservatoire-ban zongorakíséretből, összhangzattanból, ellenpontból, fúgából és zeneszerzésből nyert díjakat. Elektroakusztikát is tanult Jean-Etienne Marie-nál, zeneszerzést Iannis Xenakis-nál 1969-ben és Ligeti Györgynél, Darmstadtban, 1972-ben, valamint akusztikát Emile Leipp-nél a Faculté des Sciences-on, 1974-ben. További tanulmányokat folytatott 1969 nyarán, az Accademia Chigiana-n, Sienában és Darmstadtban Karlheinz Stockhausennél.
Grisey elnyerte a magas elismerésnek számító Római Díjat, és 1972-től 1974-ig a Villa Mediciben lakott, Rómában. 1973-ban Tristan Murail-jal, Roger Tessier-vel és Michael Levinas-val megalapította L’itinéraire nevű együttesét, amelyhez később csatlakozott Hugues Dufourt. Dérives, Périodes. Partiels című darabja volt az egyik első spektrális alkotás. 1974-75 között, akusztikát tanult Emile Leipp-nél, a Paris VI Université-n (ma Université Pierre et Marie Curie), majd 1980-ban az IRCAM (Institut de Recherche et Coordination Acoustique/Musique) gyakornoka lett. Ugyanebben az évben Berlinbe utazott a D.A.A.D. vendégeként, majd a University of California-n, Berkeley-ben helyezkedett el, ahol kinevezett tanárként elméletet és zeneszerzést tanított (1982-1986). Visszatérve Európába a Párizsi Conservatoire-on tanított zeneszerzést és számos zeneszerzés-kurzust tartott Franciaország szerte (Centre Acanthes, Lyon, Párizs) és külföldön (Darmstadt, Freiburg, Milánó, Reggio Emilia, Oslo, Helsinki, Malmö, Göteborg, Los Angeles, Stanford, London, Moscow, Madrid, etc.) 
Gérard Grisey 52 éves korában hunyt el értágulat következtében Párizsban, 1998. november 11-én.
Művei között szerepel, amelyeknek többsége neves intézetek és nemzetközi hangszeres együttesek megrendelésére készült, a Dérives 1974, Jour, contre-jour 1979, Tempus ex machina 1979, Les chants de l’amour 1984, Talea 1986, Le temps et l’écume 1989, Le noir de I’etoile 1990, L’icône paradoxale 1994, Les espaces acoustiques (egy hat műből álló ciklus), Vortex temporum 1995 és a Quatre chants pour franchir le seuil 1998.

## Zenei stílus
Grisey zenéjét gyakran sorolják a spektrális zene csoportjába, amely stílus megalapozását neki és Tristan Murail-nak, kollégájának tulajdonítják, habár ezt az elnevezést később interjúkban és írásaiban elutasította. Mindazonáltal, pályájának nagy részét a hangszín harmonikus felhangok és zajok közti spektrumának felfedezésével töltötte.
Továbbá erősen foglalkoztatták a lassan kibomló zenei folyamatok, és számos művének kiemelkedően fontos elemévé tette a zenei időt.
Véleményét így fejtette ki: „Zenészek vagyunk, és mintánk a hang, nem az irodalom, a hang és nem a matematika, a hang és nem a színház, képzőművészet, kvantumfizika, geológia, asztrológia vagy akupunktúra.” ("We are musicians and our model is sound not literature, sound not mathematics, sound not theatre, visual arts, quantum physics, geology, astrology or acupuncture.") (Fineberg 2006, p. 105).

## Fordítás
- Ez a szócikk részben vagy egészben  a   Gérard Grisey című angol Wikipédia-szócikk fordításán alapul.  Az eredeti cikk szerkesztőit annak laptörténete sorolja fel. Ez a jelzés csupán a megfogalmazás eredetét és a szerzői jogokat jelzi, nem szolgál a cikkben szereplő információk forrásmegjelöléseként.